# La Belle Aventure (film, 1942)
Pour les articles homonymes, voir La Belle Aventure.
Pour plus de détails, voir Fiche technique et Distribution.
La Belle Aventure est un film français de Marc Allégret, sorti en 1942.

## Synopsis
"Le jour même de son mariage, Valentin Le Barroyer voit s'envoler celle qu'il devait épouser. Hélène a toujours aimé son cousin André, au grand mécontentement de sa tante qui avait combiné le mariage raté. Les deux amants se réfugient en Dordogne chez la grand-mère d'Hélène qui les croit réellement mari et femme. Valentin retrouve trop tard le jeune couple il ne lui reste plus qu'à se consoler avec une amie d'Hélène."

## Fiche technique
- Titre : La Belle Aventure
- Réalisation : Marc Allégret
- Scénario : Marcel Achard d'après la pièce éponyme de Gaston Arman de Caillavet, Robert de Flers, Étienne Rey
- Dialogues : Marcel Achard
- Musique : Georges Auric
- Photographie : Léonce-Henri Burel
- Photographe de Plateau : Léo Mirkine
- Son : Joseph de Bretagne
- Montage : Henri Taverna
- Décors : Paul Bertrand, Auguste Capelier
- Production : Maurice Réfrégier
- Société de production : Les Films Impéria
- Société de distribution : Gray Films
- Pays de production :  France
- Langue originale : français
- Format : noir et blanc — 35 mm — 1,37:1 — son Mono
- Genre : Comédie dramatique
- Durée : 92 minutes
- Dates de sortie :
  - France : 20 décembre 1942 en zone libre
  - France : 20 décembre 1944

## Distribution
- Claude Dauphin : Valentin Le Barroyer
- Micheline Presle : Françoise Pimbrache
- Louis Jourdan : André d'Éguzon
- Gisèle Pascal : Hélène de Trévillac
- Suzanne Dehelly : Madame d'Éguzon
- André Brunot : Le comte d'Éguzon
- Berthe Bovy : Madame de Trévillac
- Aquistapace : L'oncle
- Pauline Carton : Jeantine
- Géo Dorlys : Fouque
- Gabrielle Girard (Danièle.Delorme): Monique
- Lucien Brulé : Le curé
- Charlotte Clasis : La tante
- Allain Dhurtal : Le docteur Pimbrache
- Charles Lavialle : Le maire
- Max Révol : Didier
- Éliane Saint-Jean
- Robert Sidonac : L'employé des postes